# بوب بارون
بوب بارون (بالإنجليزية: Bob Barron)‏ هو سائق سباق أمريكي، ولد في 13 يناير 1921 في برادنتون في الولايات المتحدة.